# Обрезков, Валентин Иванович
Валентин Иванович Обрезков (1912 — 1995) — специалист в области гидроэнергетики,  доктор технических наук, профессор, заведующий кафедрой гидроэнергетики (1963-1977) Московского энергетического института.

## Биография
Валентин Иванович Обрезков родился 18 августа 1912 году.
Работать начал в 1929 году на Каширской ГРЭС. В 1934 году по путевке Московского комитета ВЛКСМ Валентин Иванович поступил на учёбу в Московский энергетический институт (МЭИ).  Окончил институт в 1940 году был оставлен в аспирантуре. В начале Великой Отечественной войны был призван в ряды Красной армии. После демобилизации вернулся в МЭИ, продолжил учёбу в аспирантуре на кафедре гидроэнергетики. Занимался вопросами использования вычислительной техники в гидроэнергетических расчетах, оптимизацией режимов работы гидроэлектростанций (ГЭС) в энергосистеме, кибернетикой энергетических систем.
В 1965 году защитил докторскую диссертацию. Два года был деканом гидроэнергетического факультета МЭИ, с 1963 по 1977 года занимал должность заведующего кафедрой гидроэнергетики, а с 1978 по 1988 года работал первым заместителем заведующего этой же кафедры.
Под руководством профессора В. И. Обрезкова в МЭИ выполнено 24 кандидатских и докторских диссертации, он написал более 120 научных статей и несколько монографий.
Валентин Иванович Обрезков в разное время был членом комиссии ВАК; возглавлял секцию комплексного использования водных ресурсов Государственного комитета по науке и технике при
Совете Министров СССР, был рецензентом и консультантом редакции журнала «Гидротехническое строительство».
Награждён двумя орденами и семью медалями.

## Труды
- Гидроэлектрические станции в электроэнергетических системах/ В. И. Обрезков, А. М. Гохман. - Москва : Энергия, 1973.
- Введение в специальность: гидроэлектроэнергетика : учеб. пособие для вузов / П. С. Непорожний, В. И. Обрезков. - 2-е изд., перераб. и доп. - М. : Энергоатомиздат, 1990.
- Управление режимами гидроэлектростанций в условиях АСУ/ В. Г. Журавлев, В. И. Обрезков, Т. А. Филиппова. - М. : Энергия, 1978.
- Учебник «Гидроэнергетика» (1981).

## Награды и звания
- Заслуженный деятель науки и  техники РСФСР
- Ордена Красной Звезды и «Знак Почёта»
- Медали